# کارلوس کاوای
کارلوس کاوای (انگلیسی: Carlos Kawai؛ زادهٔ ) یک بازیکن تنیس روی میز اهل برزیل است.